# Лисјен Лоран
Лисјен Лоран (фр. Lucien Laurent; Сен Мор де Фосе, 10. децембар 1907 — Безансон, 11. април 2005) је био француски фудбалер.
Познат је по томе што је постигао први гол у историји Светских првенстава у фудбалу. Ушао је у историју на Светском првенству 1930. у Уругвају, када је 13. јула на утакмици између Француске и Мексика на стадиону Поситос постигао гол у 19-ом минуту.
За сениорску репрезентацију Француске је између 1930. и 1935. одиграо 10 утакмица и постигао 2 гола. Са репрезентацијом је учествовао на Олимпијским играма 1928. и светским првенствима 1930. и 1934.